# ياكوفليف ياك-112
ياكوفليف ياك-112 فيلين (البومة) هي طائرة مدنية روسية، حلقت لأول مرة في عام 1992. و هي أحادية السطح، و جناحها مصنوع بالكامل من المعدن، و بها عجلات هبوط ثلاثية ‏ ثابتة.

## المواصفات (ياك-112)

### مواصفات عامة
- طاقم الطائرة: فرد واحد (الطيار).
- السعة: 2 ركاب.
- الطول: 6.96 متر.
- مدى الجناح: 10.25 متر.
- الارتفاع: 2.9 متر.
- مساحة الجناح: 16.96 متر مربع.
- وزن الطائرة بدون حمولة: 950 كجم.
- وزن الطائرة بحمولة: 1300 كجم.
- أقصى وزن للإقلاع: 1520 كجم.
- المحرك: محرك مسطح بمكبسين متعاكسين، طراز ليكومينج أو-540، يتكون من 6 أسطوانات و تبلغ قدرته 256 حصان (191 كيلو وات).

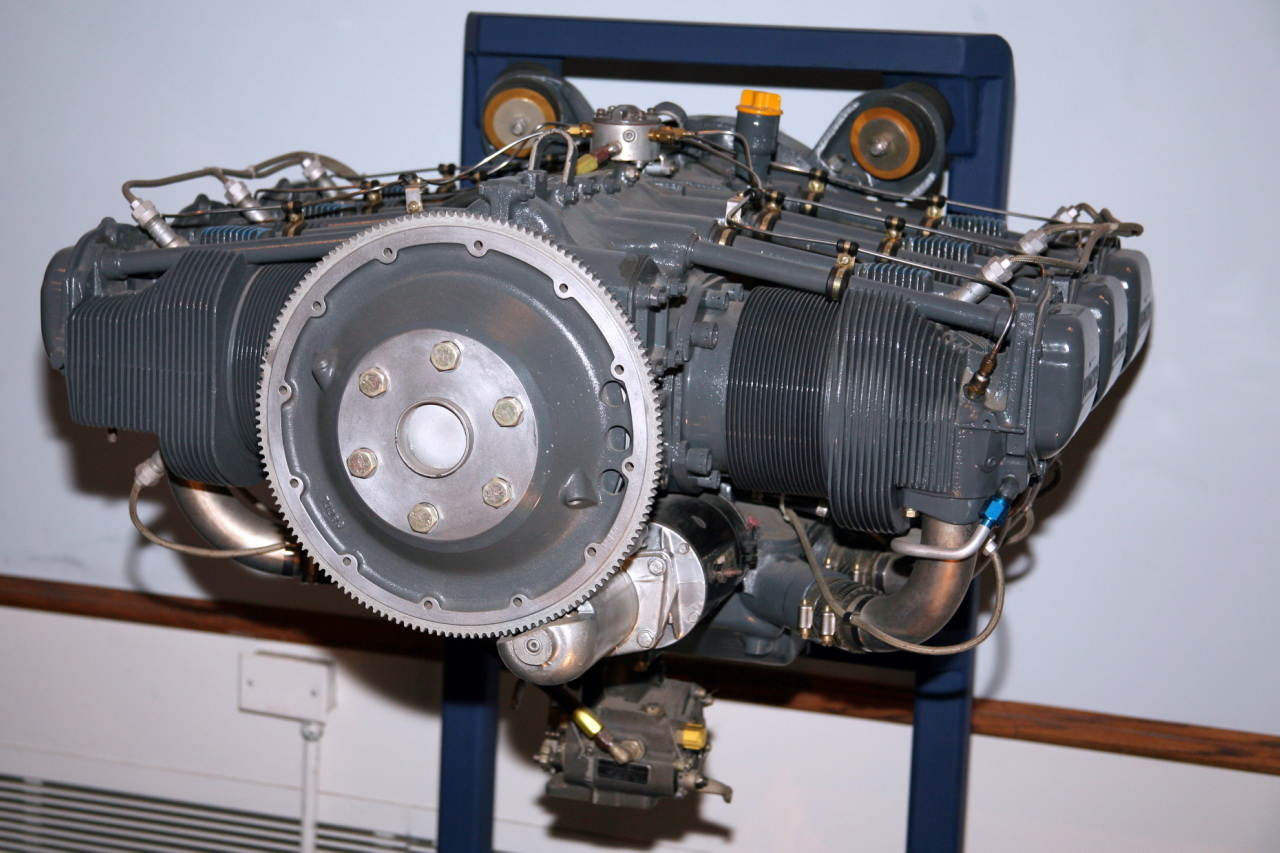
محرك ليكومينج أو-540

### الأداء
- السرعة القصوى: 230 كم/ساعة.
- سرعة الطيران: 193 كم/ساعة.
- المدى: 1000 كم.
- سقف الخدمة: 4 كم.
- إلكترونيات الطيران: بينديكس كينج.

### اقرأ أيضا
- Gordon, Yefim, Dmitry Komissarov and Sergey Komissarov. OKB Yakovlev: A History of the Design Bureau and its Aircraft. Hinkley, UK: Midland Publishing, 2005. ISBN 1-85780-203-9.
- Gunston, Bill and Yefim Gordon. Yakovlev Aircraft since 1924. London, UK: Putnam Aeronautical Books, 1997. ISBN 1-55750-978-6.
- "ILA '94 Show News: Crash deaths blight Berlin show opening". الطيران الدولي, 8–14 June 1994. p. 10.
- Taylor, Michael J. H. Brassey's World Aircraft & Systems Directory 1999/2000 Edition. London: Brassey's, 1999. ISBN 1-85753-245-7.

## وصلات خارجية
- الصفحة الإنجليزية لياك-112 على موقع ياكوفليف